# Czarny czwartek (2015)
Czarny czwartek (2015) – dzień 15 stycznia 2015 roku, w którym frank szwajcarski względem innych walut silnie się umocnił (od kilku do kilkudziesięciu procent). Nagła zmiana kursów wymiany została wywołana przez decyzję Szwajcarskiego Banku Narodowego, który ogłosił porzucenie polityki obrony minimalnego kursu wymiany euro na franka szwajcarskiego. Decyzja doprowadziła do paniki na rynkach co spowodowało z kolei nagłą zmianę kursów poszczególnych par walutowych.

## Przyczyny
W okresie kryzysu finansowego frank szwajcarski stał się dla inwestorów bezpieczną walutą, w której mogli ulokować swoje środki, co przekładało się na zwiększenie popytu i tym samym umacnianie waluty. W wyniku tego 6 września 2011 roku Szwajcarski Bank Narodowy (SNB) postanowił częściowo usztywnić kurs wymiany euro za franka szwajcarskiego, zaznaczając że minimalny kurs wymiany tych walut nie może być niższy niż 1,2. Oznaczało to interwencje SNB na rynkach finansowych w przypadku, gdy za 1 euro będzie należało płacić mniej niż 1,2 franka szwajcarskiego. W wydanym przez SNB oświadczeniu zaznaczono, że silny frank szwajcarski zagraża szwajcarskiej gospodarce co może doprowadzić nawet do deflacji. Przez kolejne lata kurs franka szwajcarskiego do euro nie schodził praktycznie poniżej poziomu 1,2. Jednocześnie SNB uznawał usztywnianie kursu za podstawę swojej polityki, a sam prezes SNB Thomas Jordan jeszcze w grudniu 2014 poinformował, że jest to absolutnie niezbędne.
Ostatecznie 15 stycznia 2015 SNB przekazało informację o porzuceniu polityki obrony minimalnego kursu wymiany euro na franka szwajcarskiego. W wydanym oświadczeniu Jordan podkreślił, że usztywnienie kursu zostało wprowadzone w okresie znaczącego przewartościowania franka szwajcarskiego i co ważne miało charakter tymczasowy. W uzasadnieniu podano, że utrzymywanie sztywnego kursu nie było już uzasadnione z uwagi na znaczące osłabienie euro wobec dolara amerykańskiego co z kolei przekładało się na osłabienie franka wobec dolara na co SNB nie mógł już sobie dłużej pozwolić.
Posunięcie SNB było szeroko komentowane przez największe finansowe instytucje świata. Bank JPMorgan Chase w swoim oświadczeniu stwierdził, że może to pociągnąć za sobą zdecydowanie za dużą zmienność na rynku oraz wywindowanie franka znacznie powyżej wartości fundamentalnej. Z kolei szef działu funduszu inwestycyjnego Insight Investment ocenił, że reperkusje na rynku walutowym będą kolosalne. Frank szwajcarski to znaczący pieniądz, a nie jakaś trzeciorzędna waluta.

## Konsekwencje
Reakcja rynku była natychmiastowa tym bardziej, że decyzja była zaskoczeniem dla analityków i uczestników rynków finansowych. Doszło do paniki i efektu kuli śnieżnej, a frank szwajcarski względem innych walut silnie się umocnił:
| Para walutowa | Kurs zamknięcia na 14.01.2015 | Kurs zamknięcia na 15.01.2015 | Najniższy/najwyższy kurs 15.01.2015 |
| ------------- | ----------------------------- | ----------------------------- | ----------------------------------- |
| EUR/CHF       | 1,2005                        | 0,9986                        | 0,8262                              |
| USD/CHF       | 1,0184                        | 0,859                         | 0,7064                              |
| GBP/CHF       | 1,5512                        | 1,3038                        | 1,073                               |
| CHF/JPY       | 115,1                         | 135,24                        | 165,46                              |
| AUD/CHF       | 0,8306                        | 0,7036                        | 0,5773                              |
| NZD/CHF       | 0,7864                        | 0,671                         | 0,5492                              |
| CHF/PLN       | 3,5455                        | 4,3164                        | 5,1934                              |

Luka w płynności, na którą SNB nie był przygotowany, sięgnęła co najmniej 20% i była największą w historii. Notowania poszczególnych par walutowych z frankiem szwajcarskim zostały wstrzymane na kilkadziesiąt minut – spowodowało to ogromne luki cenowe, które mimo zamykania otwartych pozycji doprowadziły do ujemnych sald w portfelach uczestników rynku forex. Wielu brokerów odnotowało tego dnia straty na kontach swoich klientów liczone w milionach dolarów, FXCM poinformował, że jego klienci tego dnia stracili 225 mln dolarów. Decyzja SNB pociąga za sobą konsekwencje dla osób spłacających kredyty, zwłaszcza na rynku mieszkaniowym. Kredytobiorcy, którzy zdecydowali się na kredyt w szwajcarskiej walucie, której kurs dotąd pozostawał na niskim poziomie, zmuszeni są spłacać zdecydowanie wyższe raty, sytuacja taka ma miejsce w wielu krajach europejskich.
Ponadto decyzja szwajcarskiego banku centralnego wywołała zawirowania na światowych giełdach. W samej Szwajcarii odnotowano tego dnia 12-procentowy spadek.
Umocnienie franka szwajcarskiego względem innych walut przyniosło korzyści eksporterom towarów do Szwajcarii – odwrotną sytuację odczuli z kolei importerzy towarów wytworzonych w Szwajcarii. Dodatkowo dla osób pracujących w Szwajcarii (zarabiających tym samym w szwajcarskiej walucie) i mieszkających na co dzień we Francji, Niemczech, Włoszech itd. decyzja SNB korzystnie wpłynęła na ich domowe budżety.